# Santa Rosa de Viterbo (São Paulo)
Santa Rosa de Viterbo é um município brasileiro do estado de São Paulo, localizado na Região Metropolitana de Ribeirão Preto (RMRP). O município é formado somente pelo distrito sede, que inclui o povoado de Nhumirim.

## Toponímia
O nome do município homenageia uma santa católica do século XIII: Rosa de Viterbo.

## História
Em 1883, com a chegada da Companhia Mogiana de Estradas de Ferro em São Simão, a população começa a se habitar em torno dela.
Uma das construções efetuadas na época foi a da capela de Santa Rosa, que logo recebeu doações de terras de fazendeiros.
Nesse período, Henrique Dumont, compra terras para iniciar a fazenda Amália, que posteriormente seria uma das potências de Santa Rosa com a administração da família Matarazzo.
Em 1896, a população em volta da capela começa a crescer elevando-se a distrito de paz com o nome de Ibiquira. Depois de dez anos é elevada a vila. É criada a paróquia de Santa Rosa de Viterbo, em 1909, que em 1910, desmembra-se de São Simão elevada à categoria de município.
Entre 1944 e 1948 o município recebeu oficialmente a denominação de Icaturama.
Em 1953, é criada a comarca de Santa Rosa de Viterbo, mas só em 1956 ela é instalada.

## Geografia
Localiza-se a uma latitude 21º28'22" sul e a uma longitude 47º21'47" oeste, estando a uma altitude de 675 metros. Sua população estimada em 2015 é de 25.720 habitantes. Possui uma área de 289,669 km².

### Hidrografia
- Rio Cubatão
- Rio Pardo

### Rodovias
- SP-253
- SP-332

### Ferrovias
- Variante Tambaú-Bento Quirino da antiga Companhia Mogiana de Estradas de Ferro [10]

## Demografia
Dados do Censo - 2010
População total: 23 862
- Urbana: 22.747
- Rural: 1.115
- Homens: 11.781
- Mulheres: 12.081

Densidade demográfica (hab./km²): 82,69
Mortalidade infantil até 1 ano (por mil): 13,86
Expectativa de vida (anos): 72,32
Taxa de fecundidade (filhos por mulher): 2,26
Taxa de alfabetização: 92,69%
Índice de Desenvolvimento Humano (IDH-M): 0,770
- IDH-M Renda: 0,746
- IDH-M Longevidade: 0,868
- IDH-M Educação: 0,704

(Fonte: PNUD/2010)

### Etnias
| Cor/Raça | Percentagem |
| -------- | ----------- |
| Branca   | 69,0%       |
| Parda    | 22,9%       |
| Preta    | 6,9%        |
| Amarela  | 0,2%        |
| Indígena | 0,2%        |

Fonte: Censo 2000

## Política e administração
- Prefeito: Luís Fernando Gasperini 2017/2020.
- Presidente da câmara: Francisoo Justino Mota Neto (2017/2018)

## Infraestrutura

### Comunicações
O sistema de telefones automáticos foi inaugurado na cidade em 1978 pela Telecomunicações de São Paulo (TELESP), que também implantou o sistema de discagem direta à distância (DDD) em 1979 com o código de área (0166). Anteriormente a cidade era atendida pela Companhia Telefônica Brasileira (CTB).
Em 1980 o código DDD da cidade foi alterado para (016), para padronização com o sistema telefônico das regiões de Ribeirão Preto e Franca.

## Pessoas ilustres
- Graças ao Espirobol a cidade ficou em evidência na década de 40 e em 1942 seu cidadão, Gregório "Trovoada" Almeida, foi condecorado pelo chefe de estado Getúlio Vargas com a ordem do cruzeiro do sul por ser o primeiro brasileiro a participar de uma competição internacional de Espirobol, marcando 7 pontos em uma única partida.
- É a cidade natal do jornalista José Hamilton Ribeiro, repórter do programa Globo Rural.
- Outra figura importante e nacionalmente conhecida natural da cidade é a do advogado e ex-presidente do São Paulo, Juvenal Juvêncio.[14]

## Religião
O Cristianismo se faz presente na cidade da seguinte forma:

### Igreja Católica
- A igreja faz parte da Arquidiocese de Ribeirão Preto.[16]

### Igrejas Evangélicas
- Assembleia de Deus Ministério do Belém.[17][18]
- Congregação Cristã no Brasil.[19]
- Igreja Presbiteriana Independente do Brasil.[20]